# Gustave Bémont
Gustave Bémont (* 1. April 1857 in Paris; † 28. Oktober 1932 ebenda) war ein französischer Chemiker. Er war an der École de physique et de chimie tätig, als Marie und Pierre Curie ihn in ihre Forschungsarbeiten einbezogen.

## Leben
Bémont war das jüngste von acht Kindern eines Handwerkers und Händlers aus Paris. Die Eltern besaßen ein Landhaus in Croissy-sur-Seine, wo sein Vater zeitweise stellvertretenden Bürgermeister war. Er hatte einen älteren Bruder Charles Bémont, der Historiker wurde. Er besuchte von 1867 bis 1876 das Lycée de Versailles und anschließend bis 1879 das Lycée Charlemagne.
Gemeinsam mit Pierre und Marie Curie verfasste er die am 26. Dezember 1898 an die Académie des sciences gerichtete Mitteilung bezüglich der Entdeckung des Radiums mit dem Titel: Sur une nouvelle substance, fortement radioactive, contenue dans la pechblende („Über eine neue, stark radioaktive, in der Pechblende enthaltene Substanz“). Die Zeitschrift Le Figaro berichtete in ihrer Novemberausgabe mit einer kurzen Notiz über seinen Tod.

« Nous apprenons la mort de M. Gustave Bémont, préparateur honoraire à l’Ecole de physique et de chimie de la Ville de Paris, chevalier de la Légion d’honneur »

„Wir erfahren vom Tod von Herrn Gustave Bémont, Ehrenprofessor an der Ecole de physique et de chimie der Stadt Paris und Ritter der Ehrenlegion.“

Anlässlich seines Todes wurde von Paul Langevin, Justin Dupont und Hippolyte Copaux ein Nachruf verfasst.

## Ehrungen
- 1. September 1923: Ritter der Ehrenlegion

## Rezeption
- Robert Guillaumont: Ansprache zum 100. Jahrestag der Erfindung des Radiums. Institut de France, Académie des Sciences, 17. November 1998.
- Jean-Noël Fenwick griff das Thema in dem elf Mal für den Molière-Preis nominierten Theaterstück Les Palmes de Monsieur Schutz auf und in dem Drehbuch für den gleichnamigen französischen Film aus dem Jahr 1997 (Regie: Claude Pinoteau, Mitwirkende: Isabelle Huppert, Philippe Noiret und Charles Berling).